# Torreadrada
Torreadrada es un municipio y localidad española de la provincia de Segovia, en la comunidad autónoma de Castilla y León.

## Geografía

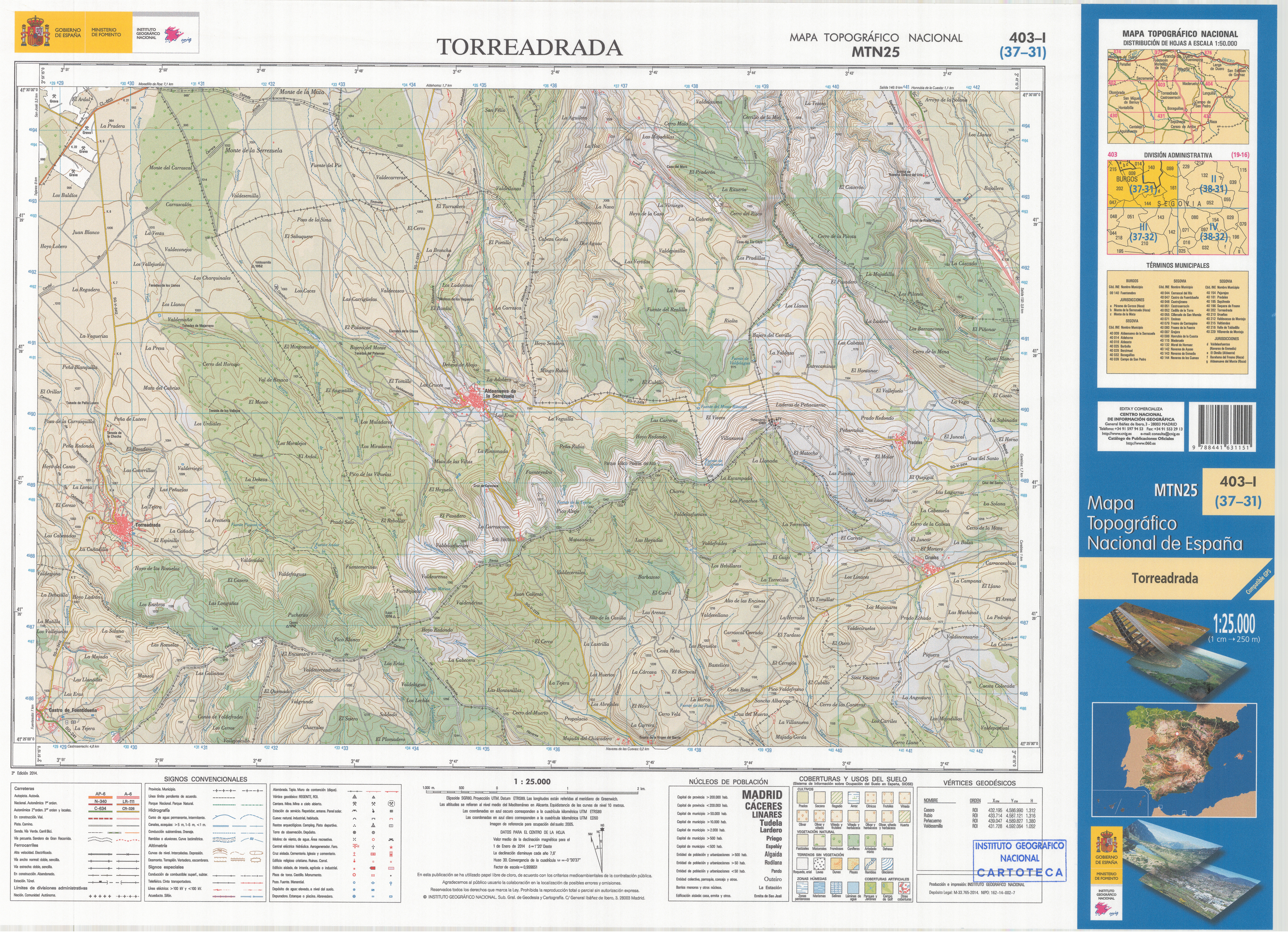
Fragmento de la hoja 403 del Mapa Topográfico Nacional de España de 2014 en el que se representa parte de Torreadrada

La localidad de Torreadrada se encuentra situada en la zona central de la península ibérica, en el extremo norte de la provincia de Segovia, tiene una superficie de 32,86 km², y sus coordenadas son 41°26′39″N 3°50′23″O / 41.44417, -3.83972.
| Noroeste: Valtiendas            | Norte: La Sequera de Haza (BU) | Noreste: Aldeanueva de la Serrezuela |
| Oeste: Fuentesoto               |                                | Este: Aldeanueva de la Serrezuela    |
| Suroeste: Castro de Fuentidueña | Sur: Castrojimeno              | Sureste: Castroserracín              |

### Clima
El clima de Torreadrada es mediterráneo continentalizado, como consecuencia de la elevada altitud y su alejamiento de la costa, sus principales características son:
- La temperatura media anual es de 11,50 °C con una importante oscilación térmica entre el día y la noche que puede superar los 20 °C. Los inviernos son largos y fríos, con frecuentes nieblas y heladas, mientras que los veranos son cortos y calurosos, con máximas en torno a los 30 °C, pero mínimas frescas, superando ligeramente los 13 °C. El refrán castellano «Nueve meses de invierno y tres de infierno» lo caracteriza a la perfección.[cita requerida]

- Las precipitaciones anuales son escasas (504,20 mm) pero se distribuyen de manera relativamente equilibrada a lo largo del año excepto en el verano que es la estación más seca (76,00 mm). Las montañas que delimitan la meseta retienen los vientos y las lluvias, excepto por el Oeste, donde la ausencia de grandes montañas abre un pasillo al océano Atlántico por el que penetran la mayoría de las precipitaciones que llegan a Torreadrada.[cita requerida]

En la Clasificación climática de Köppen se corresponde con un clima Csb (oceánico mediterráneo), una transición entre el Csa (mediterráneo) y el Cfb (oceánico) producto de la altitud. A diferencia del mediterráneo presenta un verano más suave, pero al contrario que en el oceánico hay una estación seca en los meses más cálidos.
| Parámetros climáticos promedio de Aldeanueva de la Serrezuela en el periodo 1966-2003                                                             | Parámetros climáticos promedio de Aldeanueva de la Serrezuela en el periodo 1966-2003 | Parámetros climáticos promedio de Aldeanueva de la Serrezuela en el periodo 1966-2003 | Parámetros climáticos promedio de Aldeanueva de la Serrezuela en el periodo 1966-2003 | Parámetros climáticos promedio de Aldeanueva de la Serrezuela en el periodo 1966-2003 | Parámetros climáticos promedio de Aldeanueva de la Serrezuela en el periodo 1966-2003 | Parámetros climáticos promedio de Aldeanueva de la Serrezuela en el periodo 1966-2003 | Parámetros climáticos promedio de Aldeanueva de la Serrezuela en el periodo 1966-2003 | Parámetros climáticos promedio de Aldeanueva de la Serrezuela en el periodo 1966-2003 | Parámetros climáticos promedio de Aldeanueva de la Serrezuela en el periodo 1966-2003 | Parámetros climáticos promedio de Aldeanueva de la Serrezuela en el periodo 1966-2003 | Parámetros climáticos promedio de Aldeanueva de la Serrezuela en el periodo 1966-2003 | Parámetros climáticos promedio de Aldeanueva de la Serrezuela en el periodo 1966-2003 | Parámetros climáticos promedio de Aldeanueva de la Serrezuela en el periodo 1966-2003 |
| Mes | Ene.                                                                                  | Feb.                                                                                  | Mar.                                                                                  | Abr.                                                                                  | May.                                                                                  | Jun.                                                                                  | Jul.                                                                                  | Ago.                                                                                  | Sep.                                                                                  | Oct.                                                                                  | Nov.                                                                                  | Dic.                                                                                  | Anual                                                                                 |
| --- | ------------------------------------------------------------------------------------- | ------------------------------------------------------------------------------------- | ------------------------------------------------------------------------------------- | ------------------------------------------------------------------------------------- | ------------------------------------------------------------------------------------- | ------------------------------------------------------------------------------------- | ------------------------------------------------------------------------------------- | ------------------------------------------------------------------------------------- | ------------------------------------------------------------------------------------- | ------------------------------------------------------------------------------------- | ------------------------------------------------------------------------------------- | ------------------------------------------------------------------------------------- | ------------------------------------------------------------------------------------- |
| Precipitación total (mm) | 36.70                                                                                 | 34.00                                                                                 | 51.90                                                                                 | 62.40                                                                                 | 31.50                                                                                 | 22.60                                                                                 | 22.00                                                                                 | 20.80                                                                                 | 31.10                                                                                 | 57.20                                                                                 | 55.10                                                                                 | 49.80                                                                                 | 504.20                                                                                |
| Fuente: Ministerio de Agricultura, Alimentación y Medio Ambiente. Datos de precipitación para el periodo 1966-2003 en Aldeanueva de la Serrezuela |                                                                                       |                                                                                       |                                                                                       |                                                                                       |                                                                                       |                                                                                       |                                                                                       |                                                                                       |                                                                                       |                                                                                       |                                                                                       |                                                                                       |                                                                                       |

## Historia
Dentro de su término también se localiza el despoblado de Urdiales.

### Edad Media
Torreadrada ya era mentada a mediados del siglo X, como Fontem Aderata, cuando el conde de Monzón, Asur Fernández dona el lugar al monasterio de San Pedro de Cardeña en Burgos. Su nombre según P. L. Sigueroi viene a significar 'la fuente que se aprovechaba por turnos'.
La iglesia parroquial de Torreadrada se dedica a la Natividad de Nuestra Señora, y se ve claramente que en origen era una iglesia románica, de cuya época conserva su pila bautismal, la portada con tres pares de columnas y capiteles, así como algunos vestigios del que fuera su antiguo pórtico, hoy incorporado a la fábrica de la iglesia. Buena parte de lo que hoy allí veamos es obra de tiempos barrocos (siglo XVIII), desde su planta de cruz latina, a los retablos que la adornan, incluido el mayor. En el tesoro parroquial, se conserva una buena colección de obras de plata, entre las que destaca un cáliz realizado por el platero segoviano Francisco de Plaza en el tercer cuarto del siglo XVII, y una custodia de sol que hizo en el primer cuarto del siglo XVII un platero de Peñafiel llamado Gabriel de Segovia.
Tras la reconquista (siglos XI y XII) estaba englobada en la Comunidad de Villa y Tierra de Fuentidueña.

### Torreadrada en elsigloXIX
En la descripción de Torreadrada que hace Pascual Madoz en Diccionario geográfico-estadístico-histórico de España dice que la localidad tenía a mediados del siglo XIX:

186 casas de inferior fábrica», ayuntamiento y escuela de primeras letras para ambos sexos. En aquella época en que el pueblo era conocido como Torre-Adrada, sus gentes se dedicaban al cultivo de trigo, morcajo, cebada, centeno, cáñamo y legumbres de todas clases. Tenían también ganado lanar y vacuno que podían pastar en la dehesa, salpicada de robles, y disponían de caza menor. Además de actividad agrícola, había un molino harinero y varios telares de cáñamo. Eran 97 vecinos que sumaban «378 almas».
Pascual Madoz

## Demografía
Cuenta con una población de 50 habitantes (INE 2024).
| Gráfica de evolución demográfica de Torreadrada entre 1842 y 2021                                                     |
| |
| Población de derecho según los censos de población del INE. Población de hecho según los censos de población del INE. |

## Administración y política
| Periodo   | Nombre                        | Partido   |
| --------- | ----------------------------- | --------- |
| 1979-1983 | Alejandro de Marcos Iglesias  | UCD       |
| 1983-1987 | Clemente de Andrés San Frutos | AP-PDP-UL |
| 1987-1991 | José Luis Peña Poza           | PSOE      |
| 1991-1995 | Alejandro de Marcos Iglesias  | PP        |
| 1995-1999 | Jesús García Gómez            | PP        |
| 1999-2003 | Jesús García Gómez            | PP        |
| 2003-2007 | Jesús García Gómez            | PP        |
| 2007-2011 | Jesús García Gómez            | PP        |
| 2011-2015 | Jesús García Gómez            | PP        |
| 2015-2019 | Jesús García Gómez            | PP        |
| 2019-2023 | Luis Teófilo Puebla Sanz      | PP        |
| 2023-act. | Luis Teófilo Puebla Sanz      | PP        |

## Patrimonio
Rodeada por una valla se eleva la iglesia de San Agustín, el principal monumento de Torreadrada. Aunque en origen se trató de un templo románico, de esta época tan sólo conserva la portada lateral, ya que las transformaciones sufridas a lo largo de los siglos le confieren el aspecto actual, más propio de tiempos barrocos (siglo XVIII). En su interior sobresale la pila bautismal, también de época románica, y una colección de piezas de plata entre las que destaca el cáliz fabricado en el primer cuarto del siglo XVII y una custodia de sol de principios del XVII. Del patrimonio etnográfico aún se conservan elementos como el viejo molino, los lavaderos alimentados por la Fuente de los Seis Caños y las bodegas soterradas.
Un busto en el centro del pueblo recuerda a uno de los hijos más ilustres de Torreadrada, el doctor Teófilo Hernando Ortega (14 de abril de 1881-7 de marzo de 1975 en Madrid), considerado padre de la farmacología moderna española.

## Fiestas
- San Sebastián (20 de enero).
- Santa Águeda (5 de febrero).
- San Antonio (13 de junio).
- San Agustín (28 de agosto).